# Eve no Jikan
Eve no Jikan (イヴの時間, Ivu no Jikan, A Hora de Eve) é uma série de anime ONA criada por Yasuhiro Yoshiura. A série tem 6 episódios, originalmente lançados entre agosto de 2008 e setembro de 2009. Uma versão do anime adaptada ao cinema estreou em 6 de março de 2010 no Japão.

## Enredo
O anime é ambientado num futuro próximo onde robôs com inteligência artificial executam tarefas domésticas para famílias e os androides, uma classe de robôs visualmente indistinguíveis dos humanos exceto pelos anéis de informação holográficos posicionados sobre suas cabeças, são alvos de frequentes críticas pelo Comitê das Éticas Robóticas por representarem uma ameaça à ordem natural humana, numa crença de que máquinas, sem a capacidade de sentir, não podem ser tratadas como humanos.
Rikuo Sakisaka, um aluno de ensino médio ensinado desde criança a tratar androides como meras máquinas, observa mudanças no comportamento da androide de sua família, Sammy, que está tomando decisões próprias e demorando misteriosamente a aparecer. Ele e seu amigo Masakazu Masaki resolvem um dia a seguir e descobrem que ela frequenta um bar onde humanos e androides são tratados sem discriminação e os anéis holográficos dos androides são desativados.
Os episódios da série são focados nas situações vividas pelos protagonistas no bar e as relações deles com os diversos androides que lá frequentam e em temas polêmicos como humanização de robôs e inflição das Leis da Robótica.